# Raya Bosi
Raya Bosi is een bestuurslaag in het regentschap Simalungun van de provincie Noord-Sumatra, Indonesië. Raya Bosi telt 614 inwoners (volkstelling 2010).